# 学校法人調布学園
学校法人調布学園（がっこうほうじんちょうふがくえん）とは、日本の学校法人。

## 概要
1926年（大正15年）創立（調布女学校）。女子教育を機軸として運営している学校法人である。本部は東京都世田谷区（中等部・高等部キャンパス内）に置かれている。
中等部・高等部は女子校で、大学と幼稚園は男女共学である。
なお、学校名は2004年に調布中学校・調布高等学校から「田園調布学園中等部・高等部」へ改称したが、学校法人の名称は現在でも「調布学園」である。

## 設置校
- 田園調布学園大学 - 神奈川県川崎市麻生区東百合丘3-4-1
- 田園調布学園中等部・高等部 - 東京都世田谷区東玉川2-21-8
- 調布幼稚園 - 東京都世田谷区東玉川1-1-21
- 田園調布学園大学みらいこども園 - 神奈川県川崎市中原区下新城1-15-3

## 廃止校
- 田園調布学園大学短期大学部：2007年廃止。